# Lenvatinib
Lenvatinib, vândut printre altele sub marca Lenvima, este un medicament anti-cancer pentru tratamentul anumitor tipuri de cancer tiroidian și pentru alte tipuri de cancer. A fost dezvoltat de Eisai Co. și acționează ca un inhibitor de kinaze multiple împotriva kinazelor VEGFR1, VEGFR2 și VEGFR3.